# Lạc Dương (thị trấn)
Lạc Dương là thị trấn huyện lỵ của huyện Lạc Dương, tỉnh Lâm Đồng, Việt Nam.

## Địa lý
Thị trấn Lạc Dương nằm ở trung tâm huyện Lạc Dương, có vị trí địa lý:
- Phía đông giáp xã Đạ Sar
- Phía tây và phía bắc giáp xã Lát
- Phía nam giáp thành phố Đà Lạt.

Thị trấn Lạc Dương có diện tích 69,36 km², dân số năm 2022 là 14.905 người, mật độ dân số đạt 214 người/km².

## Hành chính
Thị trấn Lạc Dương được chia thành 11 tổ dân phố: B'Nơr A, B'Nơr B, Bon Đưng I, Bon Đưng II, Đan Kia, Đăng Gia, Đăng Gia Dềt B, Đăng Lèn, Đồng Tâm, Hợp Thành, Lang Biang.

## Lịch sử
Ngày 14 tháng 3 năm 1979, Hội đồng Chính phủ ban hành Quyết định số 116-CP về việc thành lập thị trấn Lạc Dương – thị trấn huyện lỵ của huyện Lạc Dương; tuy nhiên lúc bấy giờ thị trấn không có địa giới hành chính cụ thể. Đến năm 2004, địa giới hành chính thị trấn mới được xác lập trên cơ sở một phần diện tích và dân số của xã Lát.
Ngày 29 tháng 12 năm 2013, Chính phủ ban hành Nghị quyết số 134/NQ-CP về việc điều chỉnh 3.461,4 ha diện tích tự nhiên và 2.704 người của xã Lát về thị trấn Lạc Dương quản lý.
Sau khi điều chỉnh địa giới hành chính, thị trấn Lạc Dương có 7.061,0 ha diện tích tự nhiên và 7.942 người.
Ngày 31 tháng 7 năm 2017, UBND tỉnh Lâm Đồng ban hành Quyết định số 1601/QĐ-UBND về việc công nhận thị trấn Lạc Dương là đô thị loại V.
Ngày 21 tháng 1 năm 2020, HĐND tỉnh Lâm Đồng ban hành Nghị quyết số 166/NQ-HĐND về việc thành lập tổ dân phố Đăng Gia Dềt B trên cơ sở tổ dân phố B'Nơr C và tổ dân phố Đăng Gia Rít B.